# Para-Leichtathletik-Europameisterschaften 2016/Medaillenspiegel
Medaillenspiegel der 5. Para-Leichtathletik-Europameisterschaften in Grosseto nach 171 von 171 Entscheidungen.

## Medaillenspiegel (lexikographisch)
Die Platzierungen sind in dieser Tabelle nach der Anzahl der gewonnenen Goldmedaillen sortiert, gefolgt von der Anzahl der Silber- und Bronzemedaillen (lexikographische Ordnung). Weisen zwei oder mehr Länder eine identische Medaillenbilanz auf, werden sie alphabetisch geordnet auf dem gleichen Rang geführt.
| Medaillenspiegel | Medaillenspiegel | Medaillenspiegel | Medaillenspiegel | Medaillenspiegel | Medaillenspiegel |
| Platz            | Land             | G                | S                | B                | TL               |
| ---------------- | ---------------- | ---------------- | ---------------- | ---------------- | ---------------- |
| 1                | Russland         | 51               | 51               | 29               | 131              |
| 2                | Großbritannien   | 23               | 17               | 16               | 56               |
| 3                | Polen            | 22               | 11               | 17               | 50               |
| 4                | Deutschland      | 13               | 21               | 9                | 43               |
| 5                | Frankreich       | 10               | 4                | 6                | 20               |
| 6                | Spanien          | 7                | 7                | 7                | 21               |
| 7                | Türkei           | 6                | 4                | 5                | 15               |
| 8                | Finnland         | 5                | 3                | 4                | 12               |
| 9                | Kroatien         | 4                | 4                | 0                | 8                |
| 10               | Bulgarien        | 3                | 6                | 4                | 13               |
| 11               | Griechenland     | 3                | 4                | 2                | 9                |
| 12               | Litauen          | 3                | 2                | 3                | 8                |
| 13               | Italien          | 2                | 5                | 6                | 13               |
| 14               | Schweden         | 2                | 5                | 2                | 9                |
| 15               | Belarus          | 2                | 3                | 5                | 10               |
| 16               | Serbien          | 2                | 2                | 2                | 6                |
| 17               | Lettland         | 2                | 2                | 1                | 5                |
| 18               | Irland           | 2                | 1                | 2                | 5                |
| 19               | Belgien          | 2                | 0                | 1                | 3                |
| 20               | Portugal         | 1                | 4                | 7                | 12               |
| 21               | Tschechien       | 1                | 3                | 2                | 6                |
| 22               | Dänemark         | 1                | 2                | 2                | 5                |
| 23               | Österreich       | 1                | 2                | 1                | 4                |
| 24               | Montenegro       | 1                | 2                | 0                | 3                |
| 25               | Schweiz          | 1                | 1                | 5                | 7                |
| 26               | Island           | 1                | 0                | 0                | 1                |
| 27               | Ungarn           | 0                | 2                | 2                | 4                |
| 28               | Slowakei         | 0                | 1                | 3                | 4                |
| 29               | Luxemburg        | 0                | 1                | 1                | 2                |
| 30               | Zypern           | 0                | 1                | 0                | 1                |
| 31               | Norwegen         | 0                | 0                | 1                | 1                |
| 31               | Rumänien         | 0                | 0                | 1                | 1                |
| Gesamt           |                  | 171              | 171              | 146              | 488              |